# Jaume Morales Moltó
Jaume Morales Moltó (Altea, 1973), Tato, és un expilotaire professional, mitger d'Escala i corda, en la nòmina de l'empresa ValNet de provada solvència i eficàcia, encara que el seu estil no s'adiga gens al que es veu als trinquets, sinó que és més semblant a l'estil del carrer, no debades ell va començar jugant a llargues, motiu pel qual ha estat convocat per a la Selecció Valenciana de Pilota. Va retirar-se en 2014, durant el Circuit Bancaixa d'aquell any, i amb quaranta anys i mig.

## Palmarès
- Escala i corda:
  - Campió del Circuit Bancaixa: 2004, 2005 i 2006[2]
    - Subcampió del Circuit Bancaixa: 2000 i 2009, 2011 i 2013.[5]

  - Campió del Màsters Ciutat de València: 2010
  - Campió del Trofeu Caixa Rural de Vila-real: 2011
    - Subcampió del Trofeu Caixa Rural de Vila-real: 2008

  - Campió Copa Consum: 2004
  - Campió del Triangular d'Escala i corda: 2010
  - Campió del Trofeu Ciutat de Dénia: 2009, 2011 i 2012
  - Campió del Trofeu Mancomunitat de la Ribera Alta: 2004
    - Subcampió del Trofeu Mancomunitat de la Ribera Alta: 2008

  - Subcampió del Trofeu Nadal de Benidorm: 2006 i 2011
  - Subcampió del Trofeu Superdeporte: 2009
  - Campió Trofeu Vidal: 2004
    - Subcampió del Trofeu Vidal: 2006
    - Subcampió del Trofeu Hnos. Viel: 2010 i 2011

  - Campió del Trofeu Superdeporte: 2011

Campionats Internacionals de Pilota
- Subcampió del Món de Llargues: Equador, 2008